# Harry Dacre
Harry Dacre, född 1860 på Isle of Man, död 16 juli 1922 i London, var en engelsk-amerikansk kompositör och sångtextförfattare. Ursprungligen hette han troligen Frank Dean eller Henry Decker.
En av hans mest kända kompositioner är Daisy Bell, som i sin svenska version heter Isabella.